# Беззахисна істота (оповідання)
«Беззахисна істота» (рос. Беззащитное существо) — оповідання А. П. Чехова, вперше опубліковане у 1887 році.

## Сюжет
Після нічного нападу подагри, весь на нервах відправився зранку на службу Кистунов, там він своєчасно ледве дихаючи, як вмираючий, почав приймання прохачів і клієнтів банку. Першою була прохачка Щукіна. Її чоловік, колезький асесор, хворів п'ять місяців, протягом яких лежав вдома і лікувався. За ці місяці йому, як вважає Кистунова, без усякої причини, дали відставку і вирахували із зарплати двадцять чотири рублі тридцять шість копійок, бо він «з товариської каси брав і за нього інші чиновники ручалися».
Дружина асесора ніяк не може зрозуміти, що чоловік міг без її згоди брати гроші. Вона просить Кистунова допомогти повернути вираховані гроші, плаче і скаржиться на життя: «Я жінка бідна, тільки і годую сім'ю мешканцями… Я слабка, беззахисна… Від всіх образу терплю і ні від кого доброго слова не чую…».
Кистунов говорить прохачці, що вона прийшла не до того відомства, і банк ніяк не може вирішити цю проблему, а йти треба до місця служби чоловіка. Щукіна запевняє Кистунова, що вона була в п'яти місцях, і ніде у неї не приймають прохання. Звернутися до Кистунова жінці порадив її зять, що теж залишився без місця.
Службовець банку намагається втовкмачити Щукіній, що він в цій ситуації нічого не може, пояснює їй різницю між військово-польовим відомством і приватною комерційною установою.
Швейцара вирішують не кликати, оскільки «вона вереск підніме, а в цьому будинку багато квартир, і про нас чортзна що можуть подумати…». Виведений із себе Олексій Миколайович після багатьох марних пояснень намагається вигнати Щукіну, але вона піднімає галас і погрожує піти до адвоката, що вже засудив трьох її мешканців.
На шум визирає виснажений Кистунов. Він видає Щукіній свої гроші, лише б вона пішла. Вона дякує і намагається з'ясувати, чи може її чоловік знову вступити на колишнє місце роботи… Залишивши жінку без відповіді, хворий Кистунов їде додому, всі службовці банку, прийнявши заспокійливого, повертається до роботи, Щукіна ж ще дві години просиділа в передній, очікуючи повернення Кистунова. Жінка приходила сюди і на наступний день.

## Історія публікації
Оповідання було вперше надруковане в журналі «Осколки», № 9 від 28 лютого 1887 року з підписом А. Чехонте. Оповідання увійшло до зібрання творів Чехова, видаване А. Ф. Марксом. Текст оповідання в зібранні творів має відмінності від тексту в «Осколках». У зібранні творів дія оповідання перенесено в банк (раніше — у відомстві шляхів сполучення), що виправдовує прихід прохачки. Інші найменування персонажів. За матеріалом оповідання Чехов у 1891 році написав водевіль «Ювілей».
За життя Чехова оповідання було перекладене болгарською, угорською, німецькою і сербськохорватською мовами.
У 1960 році в СРСР був знятий короткометражний фільм «Беззахисна істота». Режисер: Матвій Володарський.